# Archasterope
Archasterope is een geslacht van kreeftachtigen uit de klasse van de Ostracoda (mosselkreeftjes).

## Soorten
- Archasterope altrix Kornicker in Kornicker & Poore, 1996
- Archasterope antarctica (Kornicker, 1975) Kornicker, 1993
- Archasterope apex Kornicker in Kornicker & Poore, 1996
- Archasterope bulla Kornicker, 1975
- Archasterope dentata Poulsen, 1965
- Archasterope efficax Kornicker in Kornicker & Poore, 1996
- Archasterope monothrix (Kornicker, 1988)
- Archasterope pentathrix (Kornicker, 1971) Kornicker, 1993
- Archasterope polythrix (Chavtur, 1983)
- Archasterope quinquesetae (Skogsberg, 1920) Kornicker, 1993
- Archasterope unisetosa (Hartmann, 1989) Kornicker, 1993
- Archasterope verax Kornicker in Kornicker & Poore, 1996
- Archasterope weddellensis (Kornicker, 1975) Kornicker, 1993